# Echinopsis peruviana
Az Echinopsis peruviana (Trichocereus peruvianus), köznapi nevén perui fáklyakaktusz, egy gyorsan növő, oszlopos felépítésű kaktuszféle, amely az Andok nyugati lejtőin él Peruban 2-3000 méteres tengerszint feletti magasságban.

## Jellemzése
A perui fáklyakaktusz a San Pedro-kaktuszhoz hasonlóan, Ecuador és Peru hegyvidéki sivatagaiban él. E kaktuszféle emberi hasznosítása Peru északi vidékein Kr. e. 900-ig nyúlik vissza. A helyi szerzetesek sört gyártottak belőle, melyet achuma, huachuma, illetve cimora névvel illettek, melyet különféle spirituális szertartások alkalmával használtak arra, hogy diagnosztizálják a páciens és betegsége közti spirituális kötődéseket.

## Növekedése

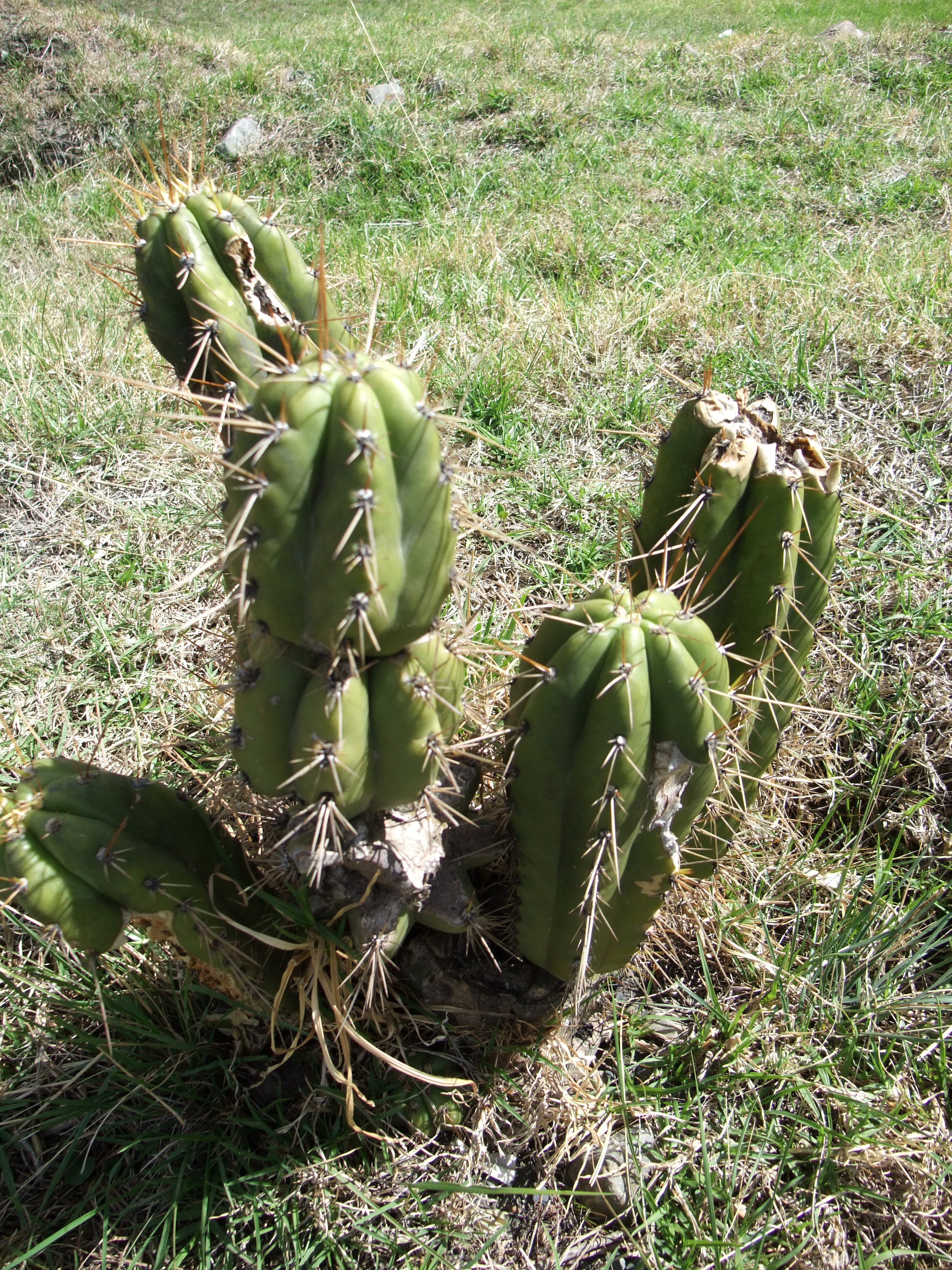
Echinopsis peruviana

A növény törzse kékeszöld színű, 6-9 szélesen lekerekített bordázattal és nagy fehér tölcsérvirágzata van. A kifejlett példányok, akár 3-6 méter magasra is megnőhetnek, miközben törzsük 8-18 centiméteres átmérőjűre vastagodik. Eleinte egyenes törzzsel fejlődik, majd részbe saját súlya, részben az esetleges külső behatások, például erős szél, hatására fokozatosan elhajlik, végül egyes esetekben teljesen el is feküdhet a földön. Tüskéinek hat-nyolc darabból álló csoportjai 4 centiméteres hosszúságúak és mézsárgák, vagy barna színűek. A tüskék csoportjai a bordékon 2,5 centiméterenként helyezkednek el.

## Változatai

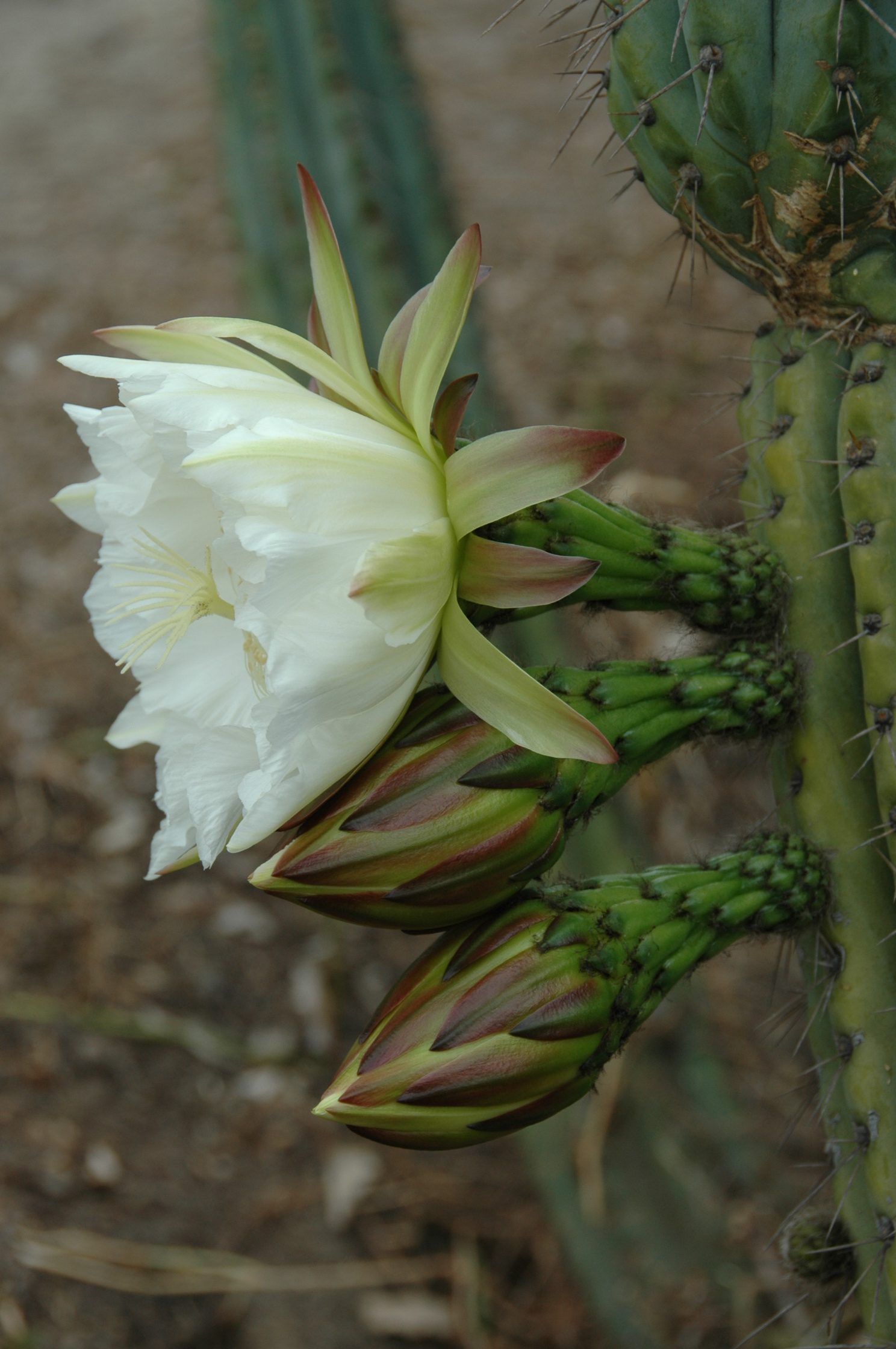
Egy virágzó Echinopsis peruviana

Rövid tüskéjű változatainak azonosítása eléggé relatív, mivel gyakorta helytelen megnevezéssel árulják, összetévesztve a San Pedro kaktusszal.

## Fordítás
Ez a szócikk részben vagy egészben  az   Echinopsis peruviana című angol Wikipédia-szócikk ezen változatának fordításán alapul.  Az eredeti cikk szerkesztőit annak laptörténete sorolja fel. Ez a jelzés csupán a megfogalmazás eredetét és a szerzői jogokat jelzi, nem szolgál a cikkben szereplő információk forrásmegjelöléseként.